# Spathoglottis unguiculata
Spathoglottis unguiculata là một loài thực vật có hoa trong họ Lan. Loài này được (Labill.) Rchb.f. miêu tả khoa học đầu tiên năm 1868.